# Damen Bell-Holter
Damen Bell-Holter (Hydaburg, Alaska, 13 de abril de 1990) es un exjugador de baloncesto estadounidense. Con 2,06 metros de estatura, jugaba en la posición de ala-pívot. Es miembro de la nación indígena Haida.

## Trayectoria deportiva

### Universidad
Jugó cuatro temporadas con los Golden Eagles de la Universidad Oral Roberts en las que promedió 10,5 puntos, 6,7 rebotes, 1,1 asistencias y 1,1 tapones por partido. En 2013 fue incluido en el mejor quinteto de la Southland Conference.

### Profesional
Tras no ser elegido en el Draft de la NBA de 2013, en el mes de agosto firmó con el equipo alemán del Telekom Baskets Bonn, pero fue despedido tres semanas después sin comenzar la competición, tras no pasar el periodo de prueba. El 30 de septiembre firmó con los Boston Celtics para realizar la pretemporada, pero fue cortado un mes más tarde. Días después es adquirido por los Maine Red Claws de la NBA D-League como jugador afiliado de los Celtics, donde jugó una temporada en la que promedió 8,6 puntos y 4,8 rebotes por partido.
El 29 de julio de 2014 fichó por el BC Körmend húngaro, pero nuevamente fue cortado tras un partido de pretemporada. En octubre fichó por el Pertevniyal S.K. de la TB2L, la segunda división turca. Allí jugó 14 partidos, en los que promedió 10,9 puntos y 7,2 rebotes, siendo cortado en enero de 2015.
En agosto de 2015 fichó por el Lapuan Korikobrat de la liga de Finlandia, donde jugó una temporada en la que promedió 14,0 puntos y 8,6 rebotes por partido.
En julio de 2016 se comprometió con el Fortitudo Agrigento de la Serie A2 italiana, donde acabó la temporada promediando 11,6 puntos y 6,7 rebotes por partido.